# Stephanie Gardner
Stephanie Gardner (Orange County, Califórnia, 11 de novembro de 1989) é uma ex-patinadora artística brasileira. Ela foi a primeira patinadora brasileira a disputar uma competição mundial da ISU. Ela também foi vencedora da segunda edição do talent show brasileiro Dança no Gelo, ao lado de Iran Malfitano.

## Vida pessoal
Gardner é filha de pai americano e mãe brasileira, o que lhe confere dupla cidadania. Aprendeu português aos 13 anos acompanhando novelas pela Globo Internacional. É formada em Literatura pela Universidade da Califórnia e em Arquitetura e Paisagismo pela Universidade Estadual de Louisiana. 

## Carreira
Stephanie Gardner começou a patinar aos nove anos em Costa Mesa, na Califórnia, após assistir à conquista do ouro olímpico pela jovem Tara Lipinski nos Jogos Olímpicos de Nagano, em 1998. Até 2004 ela competia no circuito da USFS (Associação de Patinação Artística dos EUA) na categoria individual feminina, mas em 2005 decidiu migrar para a patinação sincronizada, quando passou a competir pelo time ICE'Kateers, com o qual ficou na quarta colocação no Campeonato Americano no nível intermediário.
Em 2006, voltou a treinar na patinação individual após descobrir que seria organizado um campeonato para patinadores brasileiros em São Paulo e, juntamente com seus treinadores, desenvolveu uma coreografia adequada para o rink brasileiro, então oito vezes menor que os disponíveis na Califórnia. Gardner foi a vencedora da competição, o que chamou a atenção de um produtor do Domingão do Faustão, que a convidou para ser uma das instrutoras do quadro Dança no Gelo.  Então com 16 anos, Stephanie trancou o ensino médio em escola americana para passar um semestre no Rio de Janeiro. Sua participação no reality chamou a atenção dos dirigentes da CBDG, e então a atleta foi convidada para ser a primeira representante do Brasil em uma competição internacional da ISU no Campeonato dos Quatro Continentes de 2007, no qual ficou em 26º lugar.  A atleta avaliou o seu desempenho inadequado devido à falta de treinos na categoria individual feminina por três anos, sendo essa inclusive sua primeira competição no nível sênior.
Gardner chegou a cogitar a possibilidade de migrar para a dança no gelo de forma definitiva focando no ciclo olímpico para 2010, com um dentre os patinadores brasileiros Flávio Francisco ou Diego Dores, mas a falta de estrutura no país e a dificuldade da logística de mudança deles para a Califórnia, onde os treinos seriam mais viáveis, a levaram a encerrar a carreira.

## Programas
| Temporada | Programa Curto                                               | Patinação Livre                                                                  |
| --------- | ------------------------------------------------------------ | -------------------------------------------------------------------------------- |
| 2006-2007 | Garota de Ipanema por Tom Jobim coreografado por Lia Trovati | Carioca - Copacabana por Erich Kunzel and Orchestra coreografado por Lia Trovati |

## Principais resultados
| Campeonatos dos Quatro Continentes | 26ª |